# عمر جاني
عمر جاني (بالإنجليزية: Omar Jagne)‏ هو لاعب كرة قدم غامبي في مركز الهجوم، ولد في 10 يونيو 1992 في غامبيا. شارك مع منتخب غامبيا لكرة القدم. أما مع النوادي، فقد لعب مع نادي دلكورد.

## وصلات خارجية
- عمر جاني على موقع اتحاد السويد (السويدية)
- عمر جاني على موقع قاعدة بيانات كرة القدم.إي يو (الإنجليزية)
- عمر جاني على موقع ناشيونال فوتبول تيمز (الإنجليزية)
- عمر جاني على موقع Soccerbase.com (لاعب) (الإنجليزية)
- عمر جاني على موقع Soccerway.com (الإنجليزية)
- عمر جاني على موقع عالم كرة القدم.نت (الإنجليزية)